# 43M Zrinyi
Der 43M Zrinyi (auch 40/43M Zrinyi) war ein ungarisches Sturmgeschütz, das von der ungarischen Armee während des Zweiten Weltkriegs eingesetzt wurde. Vom Zrinyi waren zwei Ausführungen geplant: eine mit einer 7,5-cm-Kanone und eine mit einer 10,5-cm-Haubitze. Nur die letztgenannte Ausführung kam in die Produktion, von welcher insgesamt 66 Stück hergestellt wurden. Der Panzer ist nach dem ungarischen Nationalhelden Miklós Zrínyi benannt.

## Geschichte

### Entwicklung
Nach den ersten Erfahrungen während der Kämpfe der ungarischen Streitkräfte mit der Roten Armee im Rahmen des Krieges gegen die Sowjetunion und den Erfolgen des deutschen Sturmgeschützes III erkannte die ungarische Militärführung die Wichtigkeit solcher Fahrzeuge, zumal der eigene Kampfpanzer Turan gegen den sowjetischen Standardpanzer T-34 so gut wie chancenlos war. Daraufhin erhielt der Bau eigener Sturmgeschütze Priorität. Die kurz darauf beginnenden Planungen sahen vor, eine Ausführung mit einer 7,5-cm-Kanone und eine mit einer 10,5-cm-Haubitze herzustellen. Insgesamt sollten acht Bataillone mit je 30 Fahrzeugen aufgestellt werden, welche als selbstständige Einheiten − ähnlich den deutschen schweren Panzer-Abteilungen − einem Armeekorps unterstellt und zur Unterstützung der Infanterie herangezogen werden sollten.
Im Dezember 1942 erfolgte von dem Budapester Unternehmen Manfréd Weiss Stahl- und Metallwerke AG − benannt nach dem Gründer Manfréd Weiss − die erste Vorstellung des Prototyps, welcher bis zum Januar 1943 auf einem ehemaligen k.u.k.-Truppenübungsplatz in Hajmasker im Komitat Veszprém erfolgreich getestet wurde. Das Fahrzeug besaß als Hauptwaffe die aus ungarischer Produktion stammende 10,5-cm-Feldhaubitze „40/43M“ mit 20,5 Kaliberlängen. Als Chassis kam die Wanne des Turan zur Anwendung, das um etwa einen halben Meter verlängert wurde.
Zur gleichen Zeit entwickelte MÁVAG eine weitere Ausführung des Sturmgeschützes, welches unter der Prämisse der Panzerabwehr mit einer durchschlagskräftigen 7,5-cm-Kanone mit 43 Kaliberlängen ausgerüstet sein sollte. Der Produktionsbeginn war für Juni 1944 geplant, jedoch kam es kriegsbedingt zu keiner Fertigung. Lediglich ein Prototyp wurde hergestellt, welcher nicht zum Kampfeinsatz kam. Dieser Typ erhielt die Bezeichnung „Zrinyi I“, während die Ausführung mit der 10,5-cm-Haubitze die Bezeichnung „Zrinyi II“ bekam.

### Produktion
Nach Abschluss der Versuche bekam das Weiss-Werk im Frühjahr 1943 einen Produktionsauftrag über 40 Fahrzeuge. Dieser Vertrag wurde später auf insgesamt 104 Fahrzeuge erhöht. Im August begann die Serienproduktion, welche bis zur Einstellung der Produktion im Juli 1944 lief. In diesem Zeitraum wurden 60 Zrinyi II hergestellt. Sechs weitere Fahrzeuge wurden noch von dem Unternehmen Ganz fertiggestellt, nachdem ein schwerer Bombenangriff die Weiss-Werke nahezu zerstört hatte.

### Einsatz
Die ersten Sturmgeschütze wurden im Herbst 1943 den Kampfeinheiten übergeben. Die Fahrzeuge kamen während des Rückzuges aus der Ukraine und während der Verteidigung der Slowakei und Ungarns zum Einsatz. Obwohl es sich bei der Primärwaffe nicht um ein reines Panzerabwehrgeschütz handelte, war die Haubitze gut geeignet zum Bekämpfen sowjetischer Panzer wie dem T-34. Der Einsatz gegen die gegnerischen Panzermassen hatte jedoch keinen Einfluss auf den Kriegsausgang.
Ab Mitte 1944 wurde der seitliche Panzerschutz der Fahrzeuge mittels Seitenschürzen
verstärkt. Da der Turan III mit der deutschen 7,5-cm-L/43-Kanone über das Prototypenstadium nicht herauskam, war der Zrinyi II das kampfstärkste ungarische Panzerfahrzeug während des Zweiten Weltkrieges.